# Xanthorhoe asignaria
Xanthorhoe asignaria är en fjärilsart som beskrevs av Bang-haas 1927. Xanthorhoe asignaria ingår i släktet Xanthorhoe och familjen mätare. Inga underarter finns listade i Catalogue of Life.